# ラムダ (YouTuber)
ラムダ（本名:入江 一帆、1997年〈平成9年〉6月21日 - ）は日本のYouTuber、ソフトウェアエンジニア。学士（工学）。

## 人物
1997年6月21日、兵庫県に生まれる。2010年、上海日本人学校虹橋校卒業。2013年、神戸市立押部谷中学校卒業。2018年、神戸市立工業高等専門学校電子工学科卒業。2020年、信州大学工学部電子情報システム工学科卒業後、ヤフー株式会社に入社。
中学3年生の1学期まで中国の上海市に住んでおり、現地の日本人学校に通っていた。
現在はソフトウェアエンジニアとして働いており、その傍らYouTubeの活動をしている。
音楽、映像、Webページを作ることを得意としており、他にはコードを書いたり、ギターを弾く事が好みであるとしている。

## YouTubeでの活動

### チャンネル開設当初
YouTubeチャンネルを2015年3月8日に開設し、2015年5月6日、自身の初投稿である、「ワンクリック詐欺を作ろう - #1 デモと下準備」を投稿する。また、同日にニコニコ動画にも同じ動画を投稿している。

### 投稿頻度
現在は毎週土曜日18時ベストエフォートで動画を投稿するとしている。また、調子がいい週は水曜日の18時にショート動画がアップされる。

### 動画の概要
今まで専攻してきた、プログラミング等、電子工学の知識を生かした動画を投稿している。
ライターの布施川天馬によると、「ラムダ技術部」は「1枚の風景写真から撮影場所を見つける方法を紹介」し、「技術的観点から」語るような動画である。そこが「面白い」と話している。
YouTubeにおける収益は中央値が15000円くらいと動画にて回答している。

## 論文
- 『たこ焼きの半径上限に関して』入江一帆、橋本幸士（集英社インターナショナル、2021年7月）[9]

## 関連リンク
ラムダ.com―ラムダが運営する公式サイト。